# Angitia tiresias
Angitia tiresias är en fjärilsart som beskrevs av Druce 1889. Angitia tiresias ingår i släktet Angitia och familjen nattflyn. Inga underarter finns listade i Catalogue of Life.